# Es Sebt
Ne doit pas être confondu avec Sebt.
'Es Sebt (qui fut également appelée Souk-es-Sebt, Souk El Sebt et La Robertsau est une commune de la wilaya de Skikda en Algérie.

## Histoire
Le 22 juillet 1871, le 12e régiment d'infanterie provisoire prend position au « Souk-es-Sebt ».
Le lieu est délimité par arrêté du 2 avril 1872. 
Principalement peuplée de colons alsaciens et lorrains le village est alors appelé La Robertsau en 1874.
Le village est érigé en commune par arrêté du 14 janvier 1957.